# Камиити

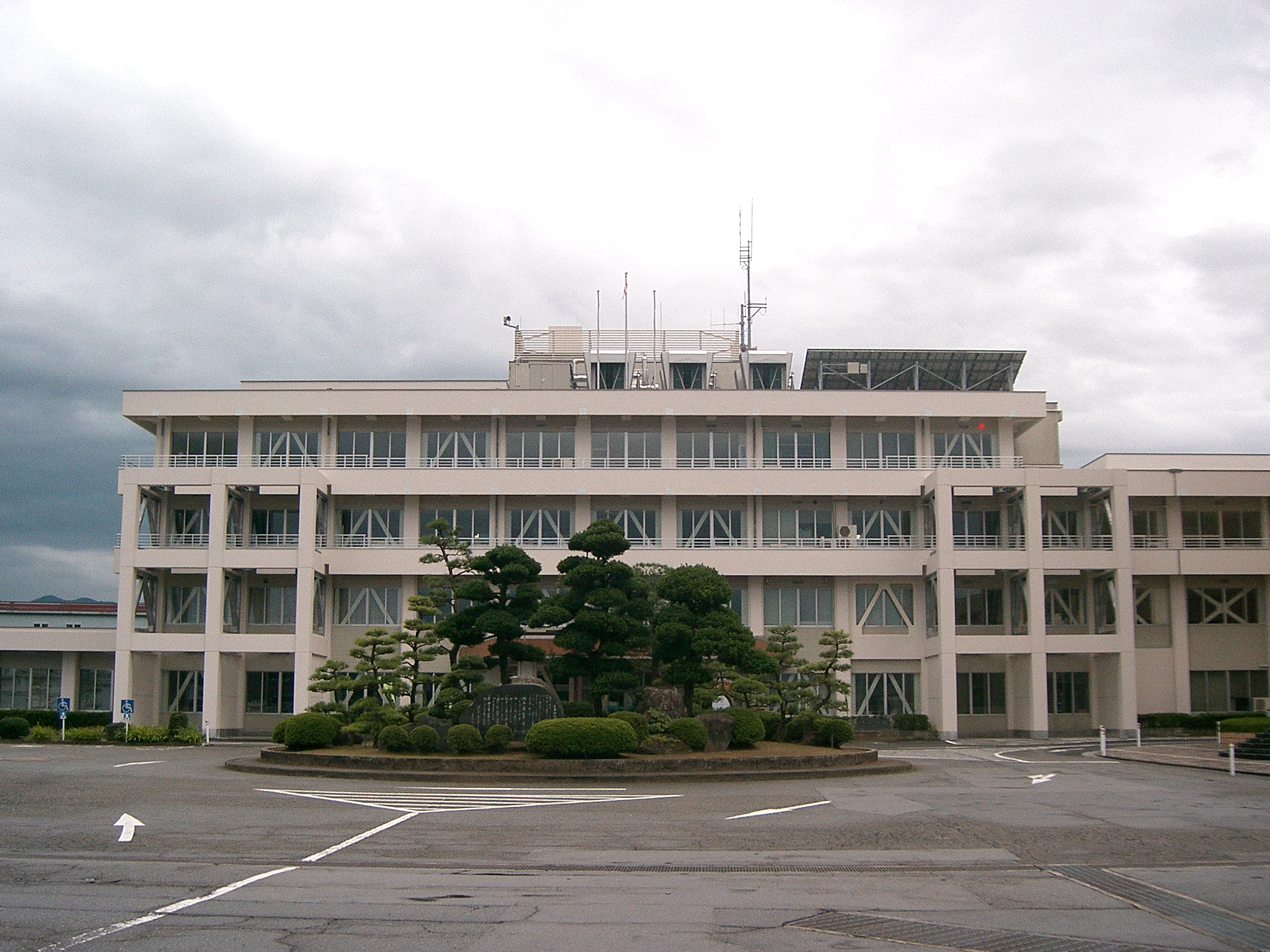
Мэрия посёлка Камиити

Камиити (яп. 上市町 Камиити-мати) — посёлок в составе уезда Наканиикава префектуры Тояма, Япония.
Площадь посёлка составляет 236,77 км², население — 21 139 человек (1 июля 2014), плотность населения — 89,28 чел./км².